# 辻本憲三
辻本 憲三（つじもと けんぞう、1940年12月15日 - ）は、日本の実業家である。株式会社カプコンのCEO。コンピュータソフトウェア著作権協会（ACCS）理事長（1997年 - ）、コンピュータエンターテインメント協会前会長（2002年 - 2006年）。

## 略歴
奈良県橿原市で鍛冶屋の家の三男として生まれる。1956年、父親の早逝から中学卒業後に近所の会社に就職し、同時に奈良県立畝傍高等学校の定時制に入学。1960年3月に同校を卒業し、伯父の食品卸会社に就職する。1963年3月、伯父が経営していた菓子卸業を譲渡してもらい独立、社名を辻本商店とするも経営に失敗して数百万円の負債を抱えることになった。
1968年、大阪市で菓子小売店の辻本商店を改めて開業、駄菓子コーナーに置いた綿菓子製造機に児童たちが行列を成すのを見て商品自体に対してではなく、綿菓子を作る工程に興味を引かれていることに気がつく。2年後にこの綿菓子製造機を売り込むパフォーマンスのため全国各地を行商中、帰途にパチンコ台の改造を委託され1機種あたり1千台売れたことでゲーム娯楽が今後成長することを確信した。
1974年、7月にIPM（後のアイレム、現在はアピエス）を創業して社長に就任する。1979年5月にアイ・アール・エム（IRM）を設立し、IRMは1981年にサンビに社名を変更する。インベーダーゲーム流行期にタイトーよりライセンスを受けて『IPMインベーダー』『カプセルインベーダー』をリリースした。しかし、インベーダーブームの退潮による業績不振を理由に会長を務めていたアイレムを追われてしまう。
1983年6月にサンビの販売会社としてカプコンを創業し、代表取締役社長に就任。同年7月に第1号のメダルゲーム「リトルリーグ」を発売。1989年に開発のサンビが販売担当のカプコンを吸収合併して統合、存続会社のサンビの社名をカプコンに変更し、辻本は引き続き社長を務める。
1990年代に個人事業としてワイナリーとして4つめの会社「ケンゾー エステイト ワイナリー ジャパン株式会社
」を設立。カプコンの事業失敗で遊休地になっていたアメリカ・カリフォルニア州のナパの土地1,500ヘクタールを70億円でカプコンから購入して辻本個人の所有とし、開墾から始めて14年、私財100億円以上を投入した。2008年に初出荷。このワイナリーの白ワイン「あさつゆ」が2011年、アメリカの富裕層向けの雑誌で「最高のワイン」の1つとして選ばれた。
2001年にカプコンの会長兼CEOに就任した。

## 雑記
- 妻との間に3人の息子がいる。妻の辻本夏子はケンゾー エステイト ワイナリー ジャパンの会長兼CEOを共同で務めている。長男の辻本春弘、次男の辻本美之、三男の辻本良三はいずれもカプコンまたは関連会社に勤めている。
- 会社の経営においては、開発現場や販売状況のデータを数値化し、それらを総合して分析することにより、ミクロな細部状況と全体のマクロな流れの双方を読み取るという手法をとっている。
- 実写映画『ストリートファイター』に名前の無い軍人役として単独のワンシーン時に出演をしている。
- 新興国での海賊版については、「やらせておきなさい」と放置する考えを示している。現状では新興国では商売にならないが、海賊版を遊ぶユーザーがいれば、将来的に市場が育っていくことを期待している[1]。

## 受賞歴
- 紺綬褒章（1980年）
- 藍綬褒章（2007年）

## テレビ番組
- 日経スペシャル カンブリア宮殿 「駄菓子屋から世界企業へ 〜ゲーム業界を勝ち抜く超低リスク経営〜」（2010年8月2日、テレビ東京）[7]